# Lakehead
Lakehead – jednostka osadnicza w Stanach Zjednoczonych, w stanie Kalifornia, w hrabstwie Shasta.